# Темпельхоф-Шёнеберг
Те́мпельхоф-Шёнеберг (нем. Tempelhof-Schöneberg) — седьмой административный округ Берлина, образованный в 2001 г. путём слияния округов Темпельхоф и Шёнеберг. Управленческие органы округа расположены в Ратуше Шёнеберга. Бургомистр округа — Эккехард Банд (СДПГ).

## География округа
Округ ограничивается южной частью Старого Берлина, располагается далее на юг до границы Земли Берлин и состоит из шести районов.

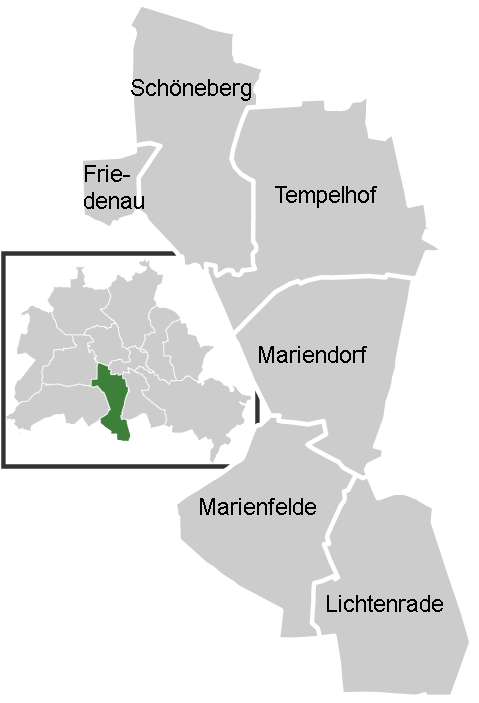
Районы округа Темпельхоф-Шёнеберг

| Район             | Площадь (км²) | Население (30.06.2008) | Плотность населения (жит./км²) |
| 0701 Шёнеберг     | 10,60         | 116 691                | 10 998                         |
| 0702 Фриденау     | 1,65          | 26 736                 | 16 203                         |
| 0703 Темпельхоф   | 12,20         | 54 382                 | 4458                           |
| 0704 Мариендорф   | 9,38          | 48 882                 | 5211                           |
| 0705 Мариенфельде | 9,15          | 30 151                 | 3295                           |
| 0706 Лихтенраде   | 10,10         | 49 451                 | 4896                           |

## Состав населения
По состоянию на 2008 год жисло жителей округа составляет 331 790 человек (9,7 % от всех жителей Берлина), из них 51 526 человек — иностранцы (то есть 15,58 % жителей округа).